# 山田悠介
山田悠介（1987年7月29日— ），日本男演員，为Watanabe Entertainment旗下组合D-BOYS的成員。成城大学经济学部毕业。身高 177cm，血型O型。

## 简历
2008年6月，第5回D-BOYS面试获得优胜奖，成为Watanabe Entertainment所属艺人。同年以在录影带首映电影《争吵番长》中的出演作为演员出道。
2009年7月1日加入D-BOYS。同月主演电影《学校地下网站》公映。
2012年3月，经过1年的留年，大学毕业。

## 出演

### 电视剧
- 帝王 第1-3集（2009年7月、TBS）饰演 連城透
- 谈判尤物（2009年10月 - 12月、EX）饰演 橘雅也
- 假面骑士OOO（2010年9月 - 2011年8月、EX）饰演 Uva
- ハンチョウ〜警視庁安積班〜 第3集（2012年4月、TBS）飾演 塚本浩平
- 连续电视小说 小梅医生（2012年5月、NHK）饰演 佐々木
- 星期六宽屏剧院 看守所的女医生2（2013年8月、EX）
- 碧海〜LONG SUMMER〜（2014年7月、THK）饰演 平良俊彦
- 山本周五郎人情历史剧 第10集「小偷与少主」（2016年2月9日、BS JAPAN）饰演 鮫島平馬
- Specialist 第4集（2016年2月、EX）饰演 加瀬信行
- 黑色止血鉗（2018年4月22日 - 6月24日、TBS）飾演 速水晃一
- 下町火箭（2018年10月14日 - 12月23日・2019年1月2日、TBS）飾演 本田郁馬
- 黑色止血鉗2（2024年7月7日 - 、TBS）飾演 速水晃一

### 映画
- 帅哥储蓄罐 THE MOVIE（2009年）饰演 一本气圆
- 学校地下网站（2009年）饰演 主演 藤原隼人
- 假面騎士×假面騎士 OOO & W feat. Skull Movie大戰 Core（2010年）配音 Uva
- 剧场版 假面骑士OOO WONDERFUL 将军与21枚核心硬币（2011年）饰演 Uva

### 录影带首映
- 争吵番长（2008年）饰演 蜂屋茂
- 黑天使2 〜黑暗觉醒〜（2012年）饰演 主演 松田鏡二

### 舞台剧
- D-BOYS STAGE Vol.3「鴉〜KARASU〜 04」（2009年4月）饰演 堀田半兵衛
- D-BOYS STAGE 2010 trial-1「NOW LOADING」（2010年4月 - 5月）饰演 Lee
- D-BOYS STAGE 2010 trial-3「アメリカ」（2010年9月 - 11月）饰演 佐々木
- ＊pnish＊ vol.13「トラベルモード」（2011年11月）
- （2012年6月 - 7月）
- （2012年8月 - 9月）饰演 近石
- （2012年10月）
- 博士与太郎不寻常的愛（2013年7月）
- （2013年10月）饰演 Feibian
- 原子弹落到广岛的那一天（2013年12月）
- 饰演 中冈慎太郎（2014年10月）
- 劇团TEAM-ODAC「我们的深夜高速」（2014年11月）
- （2015年2月）
- 劇团美国漫画戏剧「回笼觉危机」（2015年3月）
- 饰演 久一（2015年6月）
- （2016年2月、紀伊國屋Hall） 饰演 健二[6]

### 娱乐节目
- 讲述〜MAKE IT GREAT〜（2010年10月 - 12月、TBS）讲述者的一員
- 名作Hospital（2012年4月 - 2014年3月、ETV）主持人

### 网剧
- 剧场版 假面骑士OOO WONDERFUL 将军与21枚核心硬币（2011年7月 - 朝日视频 等）饰演 Uva
- Love Concierge 第7週「運命之人」（2013年1月、NOTTV）饰演 日浦
- 那时你看到一个梦想（2014年2月）

### 广播剧
- 青春冒险 小鸡快跑（2009年10月、NHK-FM）
- 青春冒险 小鸡快跑 Part 2（2010年7月、NHK-FM）

### 游戏
- SUPER HERO GENERATION（2014年、PS3・PS Vita）饰演 Uva